# Ben Ray Luján
Ben Ray Luján, född 7 juni 1972 i Santa Fe, New Mexico, är en amerikansk demokratisk politiker. Han är ledamot av USA:s senat från New Mexico sedan januari 2021. Han representerade delstaten New Mexicos tredje distrikt i USA:s representanthus från 2009 till 2021.
Luján studerade först vid University of New Mexico och avlade år 2007 sin BBA (Bachelor of Business Administration) vid New Mexico Highlands University.
Kongressledamot Tom Udall ställde inte upp för omval i kongressvalet 2008 i och med att han kandiderade till USA:s senat i stället. Luján besegrade republikanen Dan East och obundna kandidaten Carol Miller i kongressvalet med 57% av rösterna mot 30% för East och 13% för Miller.
Den 1 april 2019 meddelade Luján sin avsikt att kandidera till USA:s senat för att den sittande demokraten Tom Udall skulle lämna. Han besegrade den republikanska kandidaten den 3 november 2020 och tillträdde den 3 januari 2021.
Han är kusin med guvernören i New Mexico, Michelle Lujan Grisham.